# IC 4646
IC 4646 ist eine Spiralgalaxie vom Hubble-Typ SAc im Sternbild Altar am Südsternhimmel. Sie ist schätzungsweise 137 Millionen Lichtjahre von der Milchstraße entfernt. Die Entfernungsmessungen basierend auf den Radialgeschwindigkeiten stimmen nicht mit den rotverschiebungsunabhängigen Entfernungsschätzungen von 101 ± 17 Millionen Lichtjahren überein.
Das Objekt wurde am 20. Juli 1903 von Royal Harwood Frost entdeckt.